# 弗里德里希·谢林
弗里德里希·威廉·约瑟夫·冯·谢林（德語：Friedrich Wilhelm Joseph von Schelling，1775年1月27日—1854年8月20日）德国哲学家。一般在哲学史上，谢林是德国唯心主义发展中期的主要人物，处在费希特和黑格尔之间。解读他的哲学通常不太容易，因为他哲学中关于自然的定义总是不确定的。一些学者认为他是伟大但又捉摸不定的思想家，因为他在观点间的跳跃对于一个完整的哲学体系来说缺少一些将它们连接起来的力量。另一些人认为谢林总是关注一些常见的话题，尤其是自由、绝对和人与自然之间的关系。
谢林的思想和费希特一样也常常被轻视了，尤其是在英语国家。主要原因之一是因为黑格尔后来的崇高地位，他在《哲学史讲演录》中故意贬低了谢林，将谢林描述为德国唯心主义发展过程中的一个小注脚。其次是因为他的自然哲学，它常被一些实证科学家们嘲笑为缺乏逻辑推论和实践证明的。但他的自然哲学受到了浪漫派和大诗人歌德的欣赏，也得到了德国自然科学的欢迎。

## 生平
谢林出生于1775年，1790年进入图宾根大学神学院学习哲学和神学，他的父亲是这所大学的牧师以及东方文化教授。在这里他和黑格尔、荷尔德林成为同窗好友。1792年，他从哲学院毕业。之后他开始研读康德和费希特，两人的思想极大地影响了青年时的谢林。1794年，他出版了一本阐述费希特思想的文章《论一种绝对形式的哲学可能性》（Über die Möglichkeit einer Form der Philosophie überhaupt,On the Possibility of an Absolute Form of Philosophy）。这篇文章获得了费希特本人的认可，这使得谢林在哲学界获得了一定名声。1795年，谢林完成了他的神学学位论文。毕业后，他在莱比锡作过两年私人教师，在这期间他研究了数学、物理和医学，同时研读了维柯和斯宾诺莎的哲学。
1798年，年仅23岁的谢林受聘为耶拿大学的编外教授，讲授自然哲学和先验哲学。在耶拿的日子里，他受到了浪漫主义影响，哲学创作进入了鼎盛时期，写出了他的早期著作《先验唯心论体系》。很快，他成了浪漫派的领军人物，并开始反对费希特的思想，认为它是深奥难懂的。1803年，谢林和他的妻子卡洛琳（Caroline）结婚（这件事造成了他和浪漫派的决裂），并离开了耶拿。
1803年-1806年间，谢林任维尔次堡大学教授，由于他“好战”的性格，使得他在同僚和政府中有很多敌人。同时他的思想也开始倾向于宗教神秘主义，1804年写了《哲学与宗教》一书。1806年，他移居慕尼黑，找到了美术学院院长等各种职务。1809年，他的妻子去世，同年他写出《对人类自由本质的研究》（Investigations of Human Freedom）。文中他对于神秘主义倾向更加明显，他阐述了康德哲学中对于理性和实践之间的区分，他将自由定义为对善与恶的理解力（a capacity for good and evil）。这部集谢林晚期思想大成的著作受到了黑格尔刻意贬低，没有得到它应有的地位。海德格尔仔细研读了这篇文章并给予了高度评价，他将黑格尔对此文的诬蔑评论为“由此可见，一个伟大的思想家在根上怎么也不能理解另一个同样伟大的思想家，因为他们每个人都有自己独特的伟大之处。”但这篇文章的某种泛神论思想同样受到了叔本华的批评。1820年-1827年任埃尔兰根大学教授，1827年重返慕尼黑执教，并被推举为国家科学院院长。
直到1841年，他被普鲁士国王召回柏林，接替了黑格尔去世后留下的哲学教席。他试图遏制流行的黑格尔哲学浪潮，但没有成功，于1854年前往瑞士的途中不幸去世。谢林生前就已经感觉到自己的名声和思想将会处于黑格尔的威胁和影响力之下，在他去世后的百年间，和黑格尔相比，他的知音寥寥无几。但他获得了海德格尔的至高评价，称他为德国唯心主义的顶峰，而不是黑格尔。

## 哲学思想
谢林在哲学史上有着无可争辩的重要性，但他也常被认为是风格隐晦、没有条理的。就谢林本人看来，他的哲学可以分为三个时期：
- 从费希特哲学过渡到强调客观自然的重要性，也就是自然哲学
- 对精神和自然的同一性、无差别性的思考，发展成同一哲学
- 对消极的和积极的（negative and positive）哲学的反抗，思想进而转变成和宗教密切相关的启示哲学

### 自然哲学
谢林是由费希特哲学进入哲学界的，但他很快就意识到费希特哲学上的不足。在费希特那里，自然作为一种非我，只是由“绝对自我”来设定的，只是人类的一种材料。所以费希特的哲学主要关注自我或人的问题，而对自然、客观世界的重视则成为了谢林早期哲学的起点。
谢林注意到从自我出发的认识论不能构成哲学的全部，他认为如果实在是一种类似人类精神的自我决定过程，那么自然本身就不应该被看成是一种对自我来说无生机的障碍物，即自然应有其内在的理性和目的。自然作为一种和自我有着具有同等地位的实在，那么就需要一种自然哲学来补充费希特的哲学。如果说自然科学观察局部的自然现象，那么自然哲学就应该提供其内在的动力结构和普遍原理，也就是自然成为自然的原因。自然在谢林那里被描述成一种盲目而又无意识的理智，这种理智在同一与差别的矛盾推动下发展，最终产生精神。自然在谢林看来是可见的精神，精神是不可见的自然，而自然本身的表象则体现某种最根本的理智，自然科学的目的就是从表象中总结出其中的理智，最终使这种理智精神化。
谢林的自然哲学往往提供大胆的猜测和论断，使用幻想的比喻和华美的词句，缺乏明证和事实。这种思想促进了浪漫派的想象，使诗人们赋予世界以生命和精神，同时也给当时以机械论占统治地位的学界带来一股新的思潮，受到了自然科学家们和浪漫主义诗人们的欢迎。

### 同一哲学
在斯宾诺莎的泛神论上，谢林找到了灵感，他意识到自然和精神在本质上应该是一个更高本原的两个方面，由此他发展出了他的同一哲学。在费希特那里，哲学的最高本原是绝对自我，在谢林看来这种论调忽视了客观自然的重要性。而自然和精神两者同一的最高本原在于绝对，也就是要求自然哲学和先验哲学的同一。绝对在谢林的同一哲学中有着双重含义，一是认识论层面上的（精神），二是本体论层面上的（自然）。
在认识论上，绝对要求事物的客观存在与人的主观意识达到一致。当这两者在某种条件下达成一致时，只是某种“相对”，只有当这种一致性不受条件约束时，才能被称为“绝对”。所以“绝对”对于谢林来说就是指主体和客体、精神和自然、思想和存在这种种对立的同一性。
在本体论上，绝对这一概念就是康德所描述的物自体的存在状态。谢林不同意康德的认识论，在谢林哲学中，哲学的根本任务要求对绝对的理智直观。他也不同意柏拉图的理念论而只承认一个唯一的理念，即绝对的同一性，这一同一性作为万物的根本构成了一切形式和所有表现的基础。而理智直观则提出了人本身对于这一同一性的理解方式，所以在谢林看来“存在就是力量”。这一绝对最后在谢林那里成了神学的开端。

### 启示哲学
谢林的绝对概念在宗教哲学中就成了上帝的代名词，上帝是唯一真实的存在，具有无限的创造性，自然和精神两方面最后归于具有绝对同一性的上帝。
从上帝的同一性出发，那么人类必然有其天生的自由，谢林认可这一点：自由感在每个人的内心直接打下了烙印。然后他试图调和由这种自由所产生的恶与作为基督教上帝本身的至善之间的矛盾。谢林重建了一种神义论，由于所有的存在都基于上帝，那么上帝本身存在的根据只能在上帝内部，所以上帝就能分为上帝自身和上帝存在的根基，也就是上帝中的自然。这一上帝中的自然的划分重新定义了上帝自身，即上帝自身虽是至善，但它是尚未完成的，尚在形成中的。上帝为了启示其自身的至善，只通过其自身是无法完成的，所以它的启示就必须经过一种中间产物——人。没有人的存在，上帝无法认识其自身的善，而没有上帝，人的存在就没有根基，人和上帝就这样在谢林那里找到了联系。
在谢林看来人对于善和恶的自由只是上帝启示其自身作为至善的手段，而恶和善一样也是自由的产物，所以恶是无法消除的。善和恶本身在原初状态中不存在对立，而是可以互相转化。谢林不同意康德式的以理性自律作为基础的道德律，而是认为人的本性在于领悟上帝的启示。上帝将为恶的自由赋予人类，从而上帝本身才避免成为一种恶，人类这一为恶的自由才使上帝的启示行为有了领地。所以人类在世的目标就是向至善的规划和提升，而实现这一目标，也只能靠人本身既能为善，也能为恶的自由。这一人本身存在的力量使得谢林从神学回到了人类本身的存在，这也使一些人称他为存在主义的先驱，谢林后期的思想在一定程度上也影响了克尔凯郭尔。

## 著作

### 原版
- Sämmtliche Werke, Stuttgart, 1856–61.
- Friedrich Wilhelm Joseph von Schelling, Ausgewählte Schriften, Frankfurt: Suhrkamp 1985.
- Historisch-kritische Ausgabe, Stuttgart, 1976–. 新校勘本，尚未完成

### 中譯本
- 《謝林著作集》，人民出版社

### 主要著作
- 1794 《论一种绝对形式哲学的可能性》On the Possibility of an Absolute Form of Philosophy（Über die Möglichkeit einer Form der Philosophie überhaupt）
- 1798 《先验唯心论体系》System of Transcendental Idealism （System des transcendentalen Idealismus）
- 1804 《宗教与哲学》（Philosophie und Religion）
- 1809 《对人类自由本质及与之相关连联的对象的哲学研究》（一般译为《对人类自由本质的研究》）Investigations of Human Freedom （Philosophische Untersuchungen über das Wesen der menschlichen Freiheit und die damit zusammenhängenden Gegenstände）